# Aeroporto di Almaty
L'Aeroporto di Almaty  (in russo Международный аэропорт Алматы ?, Meždunarodnyj Aèroport Almaty) (ICAO: UAAA - IATA: ALA) è un aeroporto situato a 18 km dal centro di Almaty, nel Kazakistan.